# Блуме, Герман
Герман Блуме, нем. Hermann Blume (4 июня 1891, Биген, округ Лебус — 10 мая 1967, Гросботтвар, округ Людвигсбург) — немецкий композитор песенных и маршевых мелодий. С 1925 г. музыкальный референт «Стального шлема». Во времена национал-социализма — член главного штаба СС, функционер НСДАП, специальный представитель по музыкальным вопросам имперского министра Ф. Зельдте (бывшего руководителя «Стального шлема»). Многочисленные музыкальные произведения Блюме (в том числе написанные в донацистский период «Марш Франца Зельдте» и «Марш „Стального шлема“») использовались нацистской пропагандой и были запрещены в послевоенный период.

## Биография
Блуме начал музыкальную карьеру как скрипач. Участвовал в Первой мировой войне, где был тяжело ранен и потерял правую руку. После этого изучал в Берлине музыкальную композицию у Э. Гумпердинка и Ф. Коха, а также музыкальную теорию у Г. Кречмара, М. Фридлендера и Й. Вольфа.
В 1917—1919 г., как Блюме писал в своей автобиографии, он руководил студенческим союзом, но был исключён за антисемитские высказывания. По окончании учёбы жил в Берлине, был профессиональным композитором.
С 1923 г. — член союза «Стальной шлем», в котором с 1925 г. и до формальной его ликвидации в 1935 г. занимал должность музыкального референта. С 1932 г. — издатель и редактор газеты Der Stahlhelm-Kapellmeister, которая в 1933 г. была переименована в «Музыкальную газету „Стального шлема“» (Stahlhelm-Musikzeitung), однако уже в конце того же года издание газеты было прекращено.
После прихода к власти НСДАП Блюме стал почётным особым порученцем по музыкальным делам при имперском министре труда Ф. Зельдте (эта должность стала для него почётной синекурой после подчинения возглавлявшегося им «Стального шлема» нацистской партии). В апреле 1933 г. Блюме вступил в националистический и антисемитский «Союз борьбы за немецкую культуру». С 1 декабря 1933 г. стал членом Национал-социалистического союза помощи жертвам войны.
Когда в 1933 г. под формальным руководством Гитлера был объявлен конкурс народных песен, его сочинение «Товарищ Хорст Вессель» (Kamerad Horst Wessel) получило 2-е место (1-я премия не была присуждена).
С 1934 г. Блуме входил в руководящий совет Имперской музыкальной палаты и в Великий совет корпорации немецких композиторов в рамках Палаты.
С 1 апреля 1936 г. принят в члены НСДАП, несмотря на существовавшие в то время ограничения на приём в партию бывших членов «реакционных» организаций (членский билет 3.759.291). С 1 июля 1937 г. также был принят в ряды СС. До 1941 г. входил в состав Главного штаба СС. С 1939 г. — оберштурмфюрер, с 1941 г. — гауптштурмфюрер.
Засвидетельствованы многочисленные публичные выступления Блюме с расистских и антисемитских позиций, в том числе его публикации в газете Die Musik-Woche. В статье в указанной газете от 6 июня 1936 г. он назвал джаз «дьявольским средством разрушения».
После войны исполнение его произведений было запрещено в советской зоне оккупации. Последние годы жизни провёл на пенсии в г. Гросботтвар.

## Сочинения
Блуме сочинил множество сюит, концерт для трубы (1939), камерную музыку, хоровые произведения, в том числе песни для гитлерюгенда и солдатские песни. Также сочинял шлягеры, среди которых известны танго-серенада «Прелестная блондинка из Вены» (Schöne blonde Frau aus Wien, 1936) и «Деревянные кадеты» (Holzkadetten).
Наибольшую известность принесли ему военные марши.
Вскоре после 1-й мировой войны под впечатлением от боёв под Сморгонью он сочинил «Сморгонский марш». Блюме также создал маршевую аранжировку песни американского композитора Т. Морса «Блубел» — в его аранжировке она исполнялась на слова «Свастика на стальном шлеме» (Hakenkreuz am Stahlhelm, также известна как «Друг, протяни мне руки» — Kamerad, reich mir die Hände) и была столь популярна, что поначалу использовалась как боевая песня «Стального шлема», вскоре с переиначенными словами стала использоваться также нацистами, а уже после их прихода к власти, с новым текстом «Германия, страна верности» (Deutschland, du Land der Treue) и реаранжированной мелодией, стала одной из песен «Гитлерюгенда». В 1934 г. сочинил «Фанфары в честь Адольфа Гитлера» (Adolf-Hitler-Fanfare) и «Фантазию в честь Адольфа Гитлера» (Adolf-Hitler-Fantasie). Марши «Стальной шлем» и «Франц Зельдте» также были сначала маршами «Стального шлема», затем Ваффен-СС.
«Сморгонский марш» и «Танненбергский марш» были включены в «Собрание военных маршей бундесвера» (Sammlung «Deutsche Armeemärsche») Вильгельма Штефана.